# Tamalia coweni
Tamalia coweni är en insektsart som först beskrevs av Cockerell, T.D.A. 1905.  Tamalia coweni ingår i släktet Tamalia och familjen långrörsbladlöss. Inga underarter finns listade i Catalogue of Life.